# Maria Chmurkowska
Maria Marcela Chmurkowska (ur. 9 stycznia 1901 w Warszawie, zm. 9 czerwca 1979 tamże) – polska aktorka teatralna i filmowa.

## Życiorys

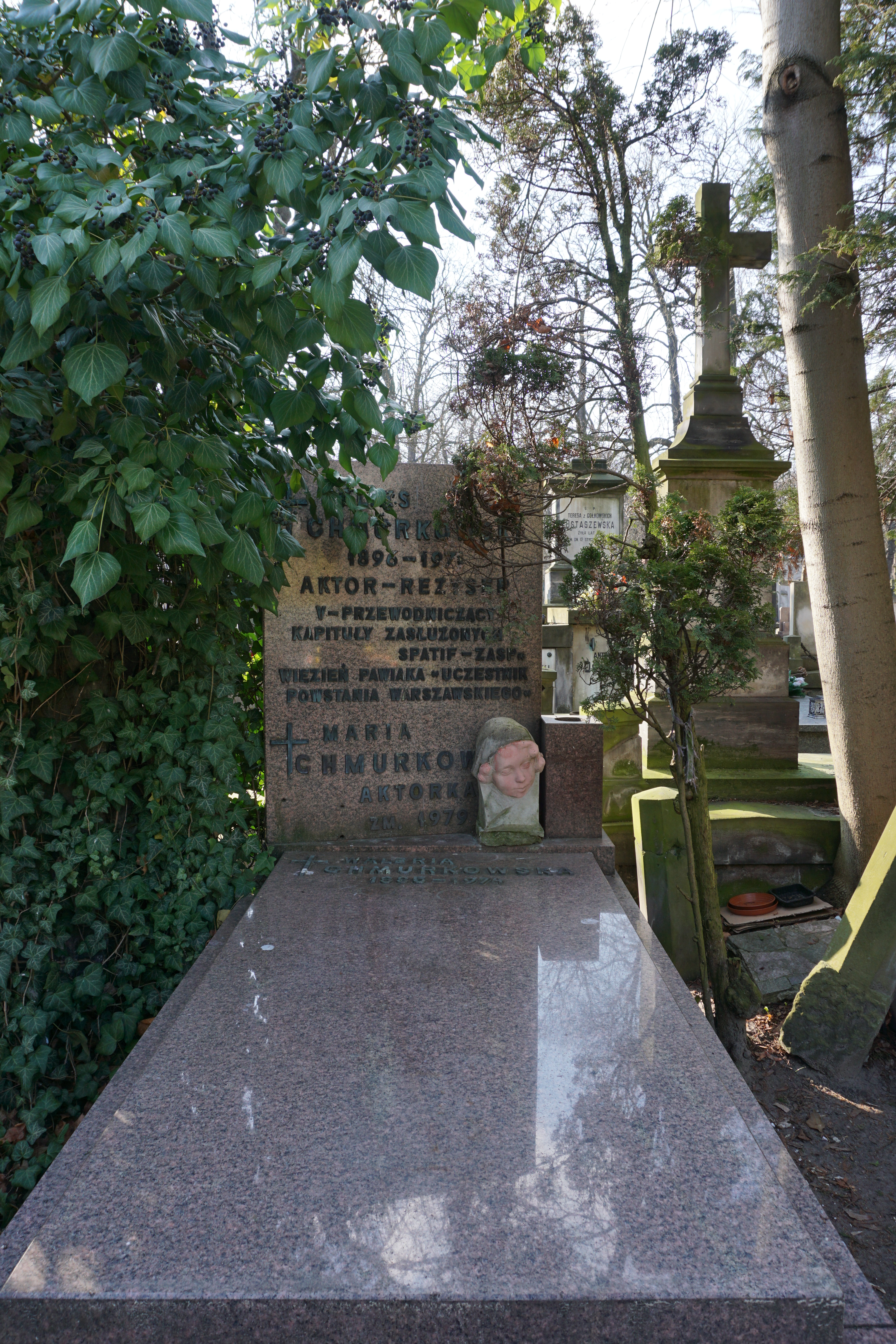
Grób Marii i Feliksa Chmurkowskich na cmentarzu Powązkowskim

Urodziła się 9 stycznia 1901 roku w Warszawie, w rodzinie Ludwika Fiszera i Heleny z Nowakowskich. Była siostrą cioteczną prof. dra Wacława Minakowskiego, a od 2 lutego 1921 roku żoną Feliksa Chmurkowskiego.
Ukończyła gimnazjum W. Tymińskiej w Warszawie. 16 września 1918 roku zadebiutowała na deskach Teatru Letniego w Warszawie jako Ella w Ciotce Karola Brandona Thomasa. W 1920 roku ukończyła Warszawską Szkołę Dramatyczną. Po ukończeniu szkoły wyjechała do Wilna, gdzie występowała na scenach Teatru Powszechnego i Teatru Polskiego. Z Wilna wróciła do Warszawy, gdzie występowała w Teatrze Praskim. Następnie grała na scenach Lublina, Grodna, Łodzi, Grudziądza, Katowic, Torunia i Poznania. W 1931 roku na stałe osiadła w Warszawie.
Podczas okupacji występowała na scenach teatrów jawnych: „Ul”, „Maska” i „Nowości”. Była łączniczką Związku Walki Zbrojnej i Armii Krajowej, a podczas powstania warszawskiego sanitariuszką w powstańczym szpitalu, który opuściła wraz z rannymi.
Po wojnie występowała głównie jako aktorka estradowa, wygłaszając monologi często również własnego autorstwa. Występowała także w programach Podwieczorek przy mikrofonie oraz Karuzela warszawska.
Zmarła 9 czerwca 1979 roku w Warszawie i została pochowana na cmentarzu Powązkowskim (kwatera 173-3-7).

## Filmografia
- Kocha, lubi, szanuje (1934) – diwa rewiowa
- Jego wielka miłość (1936)
- Bolek i Lolek (film) (1936) – ciotka Lola
- 30 karatów szczęścia (1936) – aktorka
- Skłamałam (1937) – chlebodawczyni Heleny
- Szczęśliwa trzynastka (1938) – Lola Vulpi
- Dziewczyna szuka miłości (1938) – Felcia
- Kłamstwo Krystyny (1939) – gość Marleckich
- Dwa żebra Adama (1963) – Maczkowa
- Wojna domowa (serial telewizyjny) (1966) – paniusia w pociągu (odc. 14. Nowy nabytek)
- Mocne uderzenie (1966) – matka Majki

## Odznaczenia
- Odznaka 1000-lecia Państwa Polskiego (1967)